# 2012년 하계 올림픽 싱크로나이즈
2012년 하계 올림픽의 싱크로나이즈는 영국의 런던에서 열렸다. 24개국에서 104명의 선수가 참가하였으며, 런던 아쿠아틱 센터에서 경기가 진행되었다.